# Gunlord
Gunlord ist ein 2D-Shoot-’em-up, welches 2012 für die Dreamcast und den Neo Geo erschien. Das Konsolenspiel stellt eine frei interpretierte Hommage an die sehr populäre Turrican-Reihe dar.

## Story
Der Erzfeind des Spielers, „The Master“ genannt, will zusammen mit seinen Untertanen die Macht über die gesamte Galaxie an sich reißen. Nun ist es die Aufgabe des Spielers, die Pläne zunichtezumachen.

## Spielprinzip
Die Spielmechanik orientiert sich stark an Turrican. Es gilt nicht nur einen Level erfolgreich abzuschließen, sondern auch diesen ausgiebig zu erkunden. Es gibt an vielen Stellen Power-ups einzusammeln, etwa neue Waffen oder zusätzliche Leben. Level 2 unterscheidet sich von den anderen Spielabschnitten: Das Spiel wird zum horizontal scrollenden Shooter. Auch dieses Element ist aus Turrican entlehnt.

## Kritiken
Das Spiel erhielt durchgehend gute bis sehr gute Kritiken.

## Entwicklung
Die Grafiken sind allesamt handgezeichnet, die Musik hat eine Spieldauer von über 30 Minuten. Das Spiel besteht aus 9 Leveln und bietet 45 verschiedene Gegnertypen. Dazu wird noch diverses Zubehör der Dreamcast (VMU, Arcade Pad) und der VGA-Modus unterstützt. Bemerkenswert ist die Führung von Online-Highscores via Code. Die Neo-Geo-Version ist 624 Mbit groß. Eine Portierung für den Nintendo 3DS und die Wii U wurde im Herbst 2013 angekündigt.